# Jakub Tuchołka
Jakub Tuchołka (Tucholka) herbu Korzbok – ławnik ziemski tucholski w latach 1610–1636.
Poseł na sejm nadzwyczajny 1626 roku z powiatu tucholskiego.